# Oszkár Abay-Nemes
Oszkár Abay-Nemes (n. 22 septembrie 1913, Pozsony, Austro-Ungaria – d. 30 ianuarie 1959, Pécs, Ungaria) a fost un înotător ce a reprezentat Ungaria, medaliat olimpic. A participat la o ediție a Jocurilor Olimpice (1936) în care a câștigat o medalie de bronz.

## Participări
Lista de mai jos prezintă principalele competiții la care a participat Oszkár Abay-Nemes de-a lungul carierei.
- Olympische Sommerspiele 1936/Schwimmen – 4 × 200 m Freistil (Männer)[*]